# Đông A, Sơn Đông
Đông A (chữ Hán giản thể: 东阿县, âm Hán Việt: Đông A huyện) là một huyện thuộc địa cấp thị Liêu Thành, tỉnh Sơn Đông, Cộng hòa Nhân dân Trung Hoa. Huyện Đông A có diện tích 799 km², dân số năm 2001 là 420.000 người. Huyện Đông A được chia thành 5 trấn và 5 hương.
- Trấn: Đồng Thành, Ngưu Giác Điếm, Lưu Tập, Đại Kiều, Cao Tập.
- Hương: Đơn Trang, Khương Lâu, Cố Quan Truân, Trần Tập, Diệu Trại.